# Lançamento
No direito tributário brasileiro, lançamento é um ato administrativo que engloba cinco operações: verificação da ocorrência do fato gerador da obrigação tributária; identificação da base de cálculo; cálculo do montante devido com a aplicação da alíquota; identificação do sujeito passivo; e, se for o caso, aplicação de penalidade por infração.
O lançamento é ato administrativo, que independe da coadjuvação do contribuinte e deve ser feito pela autoridade administrativa, por isso não se pode caracterizá-lo como "processo" administrativo, uma vez que não há duas partes e é uma sistemática estanque. Ao poder judiciário, cabe anular lançamentos errôneos, não podendo, substituí-lo. Toda essa atividade é vinculada, ou seja, inteiramente determinada em lei, e a não execução enseja responsabilidade funcional.
A notificação do contribuinte é obrigatória; só a partir dela o crédito tributário passa a ser exigível. Pela notificação se completa o processo, podendo ser feita de diferentes formas: pessoalmente, via postal, telegráfica, em endereço-eletrônico ou por qualquer meio com prova de recebimento.

## Modalidades de Lançamento
Há três modalidades de lançamento: o lançamento direto ou de ofício, o lançamento misto ou por declaração e o lançamento por homologação. A escolha da modalidade é feita pela lei que institui o tributo.

### Lançamento direto ou de ofício
O lançamento direto, de ofício ou ex officio, é a modalidade mais tradicional do direito brasileiro. Nela, o procedimento de lançamento é completamente feito pelo sujeito ativo. Sua utilização é frequente em impostos lançados a partir de dados cadastrais, mas vem sendo substituído por outras formas de constituição. Também é usado em caso de declarações prestadas de forma irregular. Um exemplo de sua utilização é o IPTU e o IPVA.

### Lançamento misto ou por declaração
O lançamento por declaração passa obrigatoriamente por três etapas: declaração à autoridade; lançamentos pela autoridade; e notificação do contribuinte. Há atos tanto do sujeito passivo quanto do ativo, por isso, é também conhecido por lançamento misto. A retificação da declaração só poderá ser feita entre o seu lançamento pela autoridade e a notificação ao contribuinte. O lançamento por declaração é utilizado em impostos de transmissão.
No lançamento misto ou por declaração, o contribuinte deve declarar previamente sua intenção de realizar o negócio jurídico que gera a incidência do ITCMD ou do ITBI. Somente poderá ser realizado mediante o pagamento prévio do tributo.

### Lançamento por homologação
O lançamento por homologação é a modalidade em que a constituição do crédito é feita sem prévio exame da autoridade. O sujeito passivo apura, informa e paga a parcela em dinheiro referente a obrigação tributária. Nos casos de lançamento por homologação, a lei exige o pagamento independentemente de qualquer ato prévio do sujeito ativo. O lançamento por homologação ocorre quando é confirmada, pelo sujeito ativo, de forma expressa (por ato formal e privativo do sujeito ativo) ou tácita (consistente no decurso do prazo legal para efetuar-se a homologação expressa e havendo omissão do sujeito ativo em realizá-la), o pagamento efetuado pelo sujeito passivo. Ou seja, ocorrido o fato gerador, o sujeito passivo detém o dever legal de praticar as operações necessárias à determinação do valor da obrigação tributária, bem como o de recolher o montante apurado, independentemente da prática de qualquer ato pelo sujeito ativo, ressalvada a possibilidade deste aferir a regularidade do pagamento efetuado.
Tecnicamente, deveria haver a homologação pela autoridade administrativa, mas esta não é feita expressamente. Prevê o artigo 150 do Código Tributário Nacional que se a lei não fixar prazo para a homologação ele se dá em cinco anos a contar da ocorrência do fato. Um
Se houver problema em alguma etapa do lançamento por homologação, a autoridade procederá um lançamento direto. A utilização do lançamento por homologação é crescente, e podem ser considerados impostos com lançamentos por homologação o ICMS, o ISSQN, o IPI e o Imposto de Renda.